# Sun Ben
En aquest nom xinès, el cognom és Sun.
Sun Ben, nom estilitzat Boyang (伯陽), va ser el fill major de Sun Qiang (el germà bessó de Sun Jian) i el germà major de Sun Fu. Ell era tres anys més vell que Sun Ce. Va servir a Sun Jian primer en la campanya contra Dong Zhuo. Després del traspàs de Sun Jian, ell va prendre el control de l'exèrcit i va anar a servir a Yuan Shu. Ell prompte s'uniria a Sun Ce. Ell morí d'una malaltia després de la batalla dels Penya-segats Rojos. Ell va ser succeït pel seu fill Sun Lin.

## Biografia
Sun Ben va néixer a Fuchun, Wu (en l'actualitat Fuyang, Zhejiang) de Sun Qiang, el germà bessó de Sun Jian, com el fill major dels dos fills de Sun Qiang. Sun Qiang va transir molt aviat, i els seus fills foren adoptats pel seu oncle, Sun Jian. Sun Ben va seguir al seu oncle en la batalla després que Sun Jian va tornar de Luoyang, i va dirigir una unitat durant l'atac de Sun Jian sobre Liu Biao. Quan Sun Jian va morir, Sun Ben, sent major que Sun Ce, va reunir molts dels soldats i generals i va anar a Yuan Shu, que havia estat el senyor de Sun Jian.
Sun Ben va servir sota Yuan Shu per un temps, juntament amb el cunyat de Sun Jian, Wu Jing (el germà de l'esposa de Sun Jian, la Dama Wu). Ell va servir com Inspector de la Província de Yu, però la posició era res que més honorífica, per a ell quan encara era jove. He met Zhou Yu, i es va unir a ell per ajudar a Wu Jing, que era sota atac de Liu Yao. Sun Ce prompte va arribar també, i tant Zhou Yu com Sun Ben es van unir al seu exèrcit. Wu Jing va ser salvat, i Sun Ben es va reunir amb la seva família sota Yuan Shu.
Com a recompensa per les seves funcions, Sun Ben va ser fet Gran Administrador de Yuzhang, mentre Sun Fu fou enviat a Luling. Quan Yuan Shu eixí per combatre a Liu Bei, Sun Ben fou assignat de defensar Shouchun. Després que Yuan Shu es va proclamar a si mateix emperador, Sun Ben, Wu Jing, Zhou Yu, i Lu Su l'abandonaren i s'uniren a Sun Ce. L'esposa i el fill de Sun Ben, això no obstant, foren retinguts a la ciutat i no pogueren unir-se a ell més tard.
En el 197, Sun Ce i Lü Bu es van aliar entre ells per derrotar a Yuan Shu. Sun Ben i Sun Fu van dirigir un atac contra Liu Xun, aconseguint fàcilment una victòria.
En el 200, Sun Ce va morir, i tant Sun Ben com Sun Fu estaven incòmodes amb el jove Sun Quan sent el seu hereu, ja que ambdós eren majors que aquest. Els dos estaven estacionats a Yuzhang quan Cao Cao va començar la seva marxa cap al sud. Sun Fu va escriure una carta amb la intenció de rendir-se a Cao Cao, però va ser despullat de tot rang, i els seus assessors foren executats. Sun Ben també estava considerant rendir-se, però es conta que Zhu Zhi el va dissuadir, i va servir en la batalla dels Penya-segats Rojos. Uns pocs mesos més tard, això no obstant, Sun Ben va transir d'una malaltia. El seu fill, Sun Lin, el succeiria.
En el moment de la seva mort, es diu que un edicte era en possessió de Sun Ben—un edicte lliurat des de la capital i oferint-lo un alt rang sota Cao Cao. És possible que Sun Ben morís d'angoixa.